# Grupo de presión (fontanería)

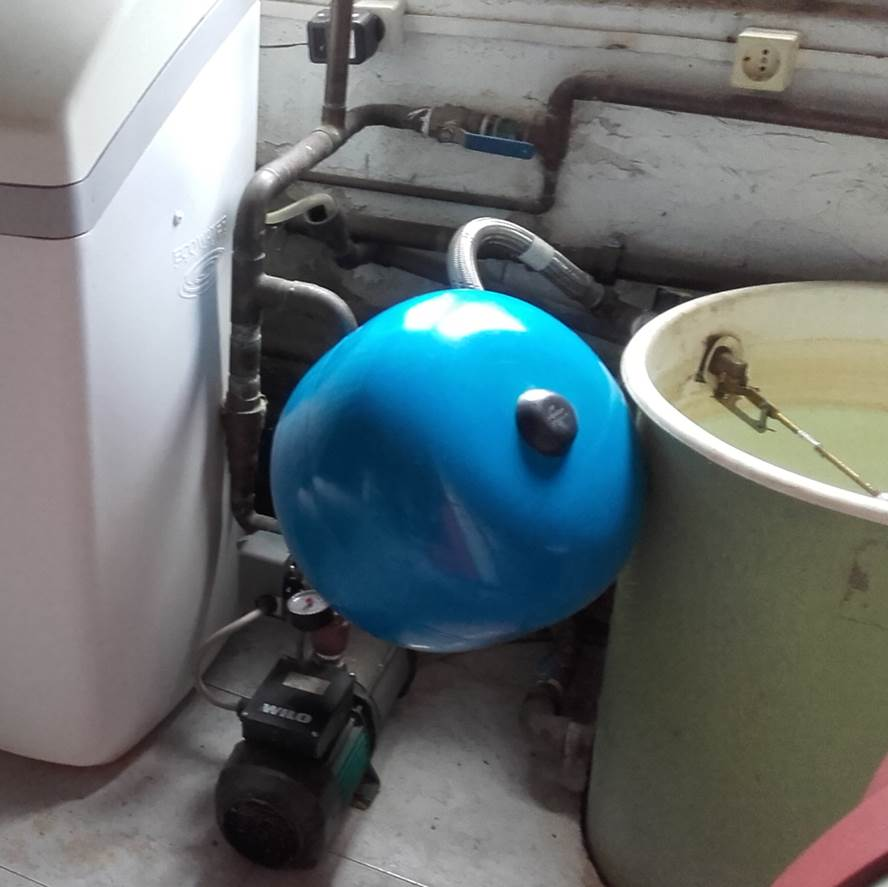
Grupo de presión doméstico

Un  grupo de presión o equipo de sobreelevación es un conjunto de aparatos, esencialmente bombas de presión y sistemas de control, diseñado para aumentar la presión en un sistema hidráulico de distribución de caudal  a unidades de consumo. Los grupos de presión tienen aplicaciones muy variadas, principalmente en:
- Edificación: Estos equipos son adecuados para aumentar la presión en  instalaciones de distribución de agua a edificios de varios pisos, sean de viviendas, sean de uso público.
- Industria: Las industrias también pueden necesitar soluciones para aumentar la presión, por ejemplo en procesos en los que se requiere presión constante con caudales muy variables.
- Riego: Un sistema de aumento de presión puede ayudar a conservar el agua y a optimizar los campos de cultivo, respondiendo a los niveles mínimos y máximos predeterminados. En el riego de campos de deporte, principalmente de golf,  se puede controlar automáticamente la presión en cualquier zona y con cualquier número de aspersores
- Otros: También hay aplicaciones para otros tipos de líquidos, como la alimentación o distribución de combustibles, sobre todo gasóleo, que en este caso, dado el reducido caudal necesario, suelen ser instalaciones de pequeña potencia.

## Necesidad y tipos
Los suministros de agua en la mayor parte de las aplicaciones se hacen conectando la  red interior de distribución del edificio a la red general urbana.
Cuando la presión de esta red general no es suficiente para que la presión en el punto de consumo más desfavorable sea, al menos, 100 kPa si se trata de un grifo común, o inferior al valor de presión requerida en el aparato considerado, se requiere un sistema de sobreelevación.
El sistema de sobreelevación debe diseñarse de forma que se pueda suministrar agua a las zonas del edificio en las que la presión de la red sea suficiente, sin necesidad de que se ponga en marcha el grupo. Para lograr este fin, se hace un baipás entre  la entrada y la salida del equipo de bombeo, mediante un tramo de tubería en el que se intercala una válvula antirretorno de forma que permita el paso del agua de la red a los consumidores cuando el grupo está parado, pero impida que el agua impulsada por el grupo vuelva a la red general cuando el equipo funciona. También se puede intercalar una válvula motorizada, mandada por presostato en función de la presión de la red urbana.

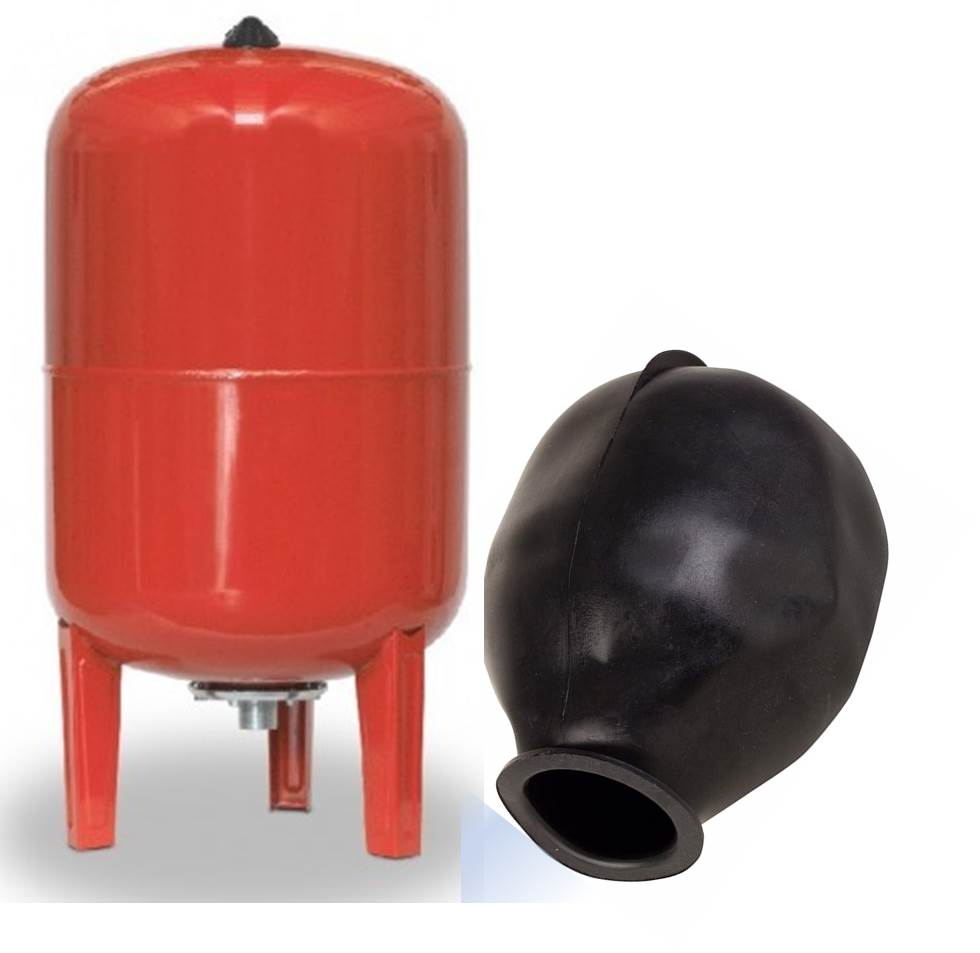
Depósito de presión con membrana

El grupo de presión puede ser de alguno de los tipos siguientes:
- convencional, que contará con un cisterna o depósito auxiliar de alimentación[4] y un grupo de bombeo formado por una o varias bombas de iguales prestaciones y funcionamiento alterno, montadas en paralelo y uno o varios depósitos de presión con membrana[5] y todo el conjunto provisto de dispositivos  para la puesta en marcha y parada automáticas del grupo. El fraccionamiento de la potencia de bombeo es muy conveniente si se quiere optimizar el consumo de energía. La reglamentación española exige un mínimo de dos bombas y a partir de ahí, un número en función del caudal o de la zonificación del edificio.[6]
- De accionamiento regulable, también llamados de caudal variable, que pueden prescindir del depósito auxiliar de alimentación y contarán con un variador de frecuencia que accionará las bombas manteniendo constante la presión de salida, independientemente del caudal solicitado o disponible. Una de las bombas del equipo de bombeo estará dedicada a mantener la parte de caudal necesario para alcanzar en cada momento la presión adecuada.

El grupo de presión se debe instalar en un local de uso exclusivo, normalmente en la planta más baja del edificio, que podrá albergar también otros equipos como el sistema de tratamiento de  agua o el grupo contra incendios.

## Dimensionado
Las dimensiones del grupo de presión se establecen a partir del caudal total a suministrar y de la presión requerida. Los parámetros a dimensionar son:

### Caudal
La estimación del caudal necesario, se ha venido haciendo de diferentes formas según la normativa vigente en cada caso. Generalmente se hacía con una clasificación previa de las unidades de consumo en “categorías” y adjudicando un caudal fijo a cada una de ellas. 
También  se  hacía estimando  el consumo de cada tipo de uso: ducha, baño, fregado de platos, etc. y el número de usuarios en cada unidad de consumo y  todavía en alguno, para afinar el resultado, se aplicaba un coeficiente de corrección por nivel social.
| a  | Tipo de aparato                        | Caudal instantáneo mínimo de agua fría dm³/s | Caudal instantáneo mínimo de ACS dm³/s |
| -- | -------------------------------------- | -------------------------------------------- | -------------------------------------- |
| 1  | lavamanos                              | 0,05                                         | 0,03                                   |
| 2  | lavabo                                 | 0,10                                         | 0,065                                  |
| 3  | Ducha                                  | 0,20                                         | 0,10                                   |
| 4  | Bañera de 1,40 o más                   | 0,30                                         | 0,20                                   |
| 5  | Bañera de menos de 1,40 m              | 0,20                                         | 0,15                                   |
| 6  | Bidé                                   | 0,10                                         | 0,065                                  |
| 7  | Inodoro con cisterna                   | 0,10                                         | -                                      |
| 8  | Inodoro con fluxor                     | 1,25                                         | -                                      |
| 9  | Urinarios con grifo temporizado        | 0,15                                         | -                                      |
| 10 | Urinarios con cisterna c/u             | 0,04                                         | -                                      |
| 11 | Fregadero doméstico                    | 0,20                                         | 0,10                                   |
| 12 | Fregadero no doméstico                 | 0,30                                         | 0,20                                   |
| 13 | Lavavajillas doméstico                 | 0,15                                         | 0,10                                   |
| 14 | Lavavajillas industrial (20 servicios) | 0,25                                         | 0,20                                   |
| 15 | Lavadero                               | 0,20                                         | 0,10                                   |
| 16 | Lavadora doméstica                     | 0,20                                         | 0,15                                   |
| 17 | Lavadora industrial (8 kg)             | 0,60                                         | 0,40                                   |
| 18 | Grifo aislado                          | 0,15                                         | 0,10                                   |
| 19 | Grifo garaje                           | 0,20                                         | -                                      |
| 20 | Vertedero                              | 0,20                                         | -                                      |

Se pueden seguir utilizando estos métodos, que en algún caso pueden apoyar o ayudar a la estimación, pero  implican demasiados supuestos, que lógicamente se evalúan al alza, con lo que generalmente se obtiene un caudal muy sobredimensionado.
La opción que propone el DB-HS4 del Código Técnico de la Edificación en España, parece que dará resultados más ajustados.
Los valores dados en la tabla, se supone corresponden al aforo de los grifos correspondientes, tanto de agua fría como de caliente, en condiciones de uso normal.
El caudal total en dm³/s  será por tanto igual al sumatorio de los productos del número de unidades iguales de cada aparato ,multiplicado por el caudal instantáneo mínimo correspondiente, tomado de la tabla o en caso de aparatos no recogidos en la misma, el nominal por segundo, indicado por el fabricante.
Sin embargo, el uso de los aparatos no es simultáneo. El caudal máximo para el que hay que calcular la instalación será, por tanto, el caudal máximo simultáneo. El número de aparatos que con más probabilidad pueden funcionar a la vez se obtiene mediante un coeficiente de simultaneidad . Hay multitud de fórmulas para obtener este coeficiente,  la más sencilla y también la  más utilizada, aunque  quizás demasiado genérica, es:
Siendo N el n.º total de aparatos instalados.
El caudal será por tanto:
La norma UNE ofrece otra fórmula, quizás más ajustada, con la que se obtienen caudales  mucho menores que en la anterior además de diferenciar claramente los tipos de edificio, lo cual parece más razonable.
Siendo: 
{\displaystyle Q_{s}}: Caudal simultáneo de Cálculo (l/s).
{\displaystyle Q_{T}}: Caudal total, suma de los caudales de todos y cada uno de los aparatos del edificio (l/s).
{\displaystyle A,B} y {\displaystyle C}: Coeficientes que dependen del tipo de edificio y de los caudales totales y por aparato que se reflejan en la siguiente tabla
| COEFICIENTE DE SIMULTANEIDAD    | COEFICIENTE DE SIMULTANEIDAD | COEFICIENTE DE SIMULTANEIDAD | COEFICIENTE DE SIMULTANEIDAD | COEFICIENTE DE SIMULTANEIDAD | COEFICIENTE DE SIMULTANEIDAD |
| TIPO DE EDIFICIO                | CAUDALES (l/s)               | CAUDALES (l/s)               | COEFICIENTES                 | COEFICIENTES                 | COEFICIENTES                 |
| TIPO DE EDIFICIO                | Qs                           | QT                           | A                            | B                            | C                            |
| ------------------------------- | ---------------------------- | ---------------------------- | ---------------------------- | ---------------------------- | ---------------------------- |
| Viviendas                       | <0,5                         | ≤20                          | 0,682                        | 0,450                        | -0,140                       |
| Viviendas                       | ≥0,5                         | ≤1                           | 1,000                        | 1,000                        | 0,000                        |
| Viviendas                       | ≥0,5                         | ≤20                          | 1,700                        | 0,210                        | -0,700                       |
| Viviendas                       | Sin límite                   | >20                          | 1,700                        | 0,210                        | -0,700                       |
| Oficinas Estaciones Aeropuertos | <0,5                         | ≤20                          | 0,682                        | 0,450                        | -0,140                       |
| Oficinas Estaciones Aeropuertos | ≥0,5                         | ≤1                           | 1,000                        | 1,000                        | 0,000                        |
| Oficinas Estaciones Aeropuertos | ≥0,5                         | ≤20                          | 1,700                        | 0,210                        | -0,700                       |
| Oficinas Estaciones Aeropuertos | Sin límite                   | >20                          | 0,400                        | 0,540                        | 0,480                        |
| Hoteles Discotecas Museos       | <0,5                         | ≤20                          | 0,698                        | 0,500                        | -0,120                       |
| Hoteles Discotecas Museos       | ≥0,5                         | ≤1                           | 1,000                        | 1,000                        | 0,000                        |
| Hoteles Discotecas Museos       | ≥0,5                         | ≤20                          | 1,000                        | 0,366                        | 0,000                        |
| Hoteles Discotecas Museos       | Sin límite                   | >20                          | 1,080                        | 0,500                        | -1,830                       |
| Centros comerciales             | <0,5                         | ≤20                          | 0,698                        | 0,500                        | -0,120                       |
| Centros comerciales             | ≥0,5                         | ≤1                           | 1,000                        | 1,000                        | 0,000                        |
| Centros comerciales             | ≥0,5                         | ≤20                          | 1,000                        | 0,366                        | 0,000                        |
| Centros comerciales             | Sin límite                   | >20                          | 4,300                        | 0,27                         | -6,650                       |
| Hospitales                      | <0,5                         | ≤20                          | 0,698                        | 0,500                        | -0,120                       |
| Hospitales                      | ≥0,5                         | ≤1                           | 1,000                        | 1,000                        | 0,000                        |
| Hospitales                      | ≥0,5                         | ≤20                          | 1,000                        | 0,366                        | 0,000                        |
| Hospitales                      | Sin límite                   | >20                          | 0,250                        | 0,650                        | 1,250                        |
| Escuelas Polideportivos         | Sin límite                   | ≤20                          | 4,400                        | 0,270                        | -3,410                       |
| Escuelas Polideportivos         | Sin límite                   | ≤1,5                         | 1,000                        | 1,000                        | 0,000                        |
| Escuelas Polideportivos         | Sin límite                   | >1,5                         | 4,400                        | 0,270                        | -3,410                       |
| Escuelas Polideportivos         | Sin límite                   | >20                          | -22,500                      | -0,500                       | 11,500                       |

Una vez obtenido el caudal total, se calcula el caudal tramo por tramo. A continuación se determina la velocidad de circulación, cuyo valor es, con pequeñas diferencias, muy similar en toda la bibliografía sobre el tema, en España según la HS4 ha de estar entre 0,5 y 2,00 m/s para tuberías metálicas, y entre 0,5 y 3,5 m/s para tuberías de plástico, siendo las velocidades más altas para los diámetros grandes y las menores para los diámetros pequeños. Un valor medio, en ambos casos, tiene probados buenos resultados.

### Presión
Con estos datos y la conocida fórmula: 
Siendo {\displaystyle Q} el caudal, {\displaystyle v} la velocidad, {\displaystyle A} el área de la sección recta de la tubería y {\displaystyle d} el diámetro de la misma.
Se determina la sección de la tubería y el diámetro de cada tramo. Los diámetros así obtenidos para los tramos finales de derivación a cada aparato son muy pequeños. En evitación de incrustaciones y posibles obstrucciones, es común establecer para estos tramos, un diámetro mínimo de 12 mm en cobre y plástico o ½” en tubería de acero para todos los aparatos, excepto la bañera, lavadora o lavavajillas y fregaderos industriales, que se harán en 20 mm para cobre y plástico o ¾” para tubo de acero. 
En la red interior de tuberías, se selecciona el trayecto entre la salida del grupo de presión y el aparato más desfavorable, generalmente el más alto y más alejado. Se calcula analíticamente, o se determina mediante un nomograma, la pérdida de carga de cada tramo de este trayecto. La pérdida de presión del recorrido, será la suma de las pérdidas en cada tramo, a las que habrá que añadir la pérdida en accesorios, calculada a partir de los existentes en el tramo, o bien, estimarla entre un 10 a 30%, según la accidentalidad del tramo, de la pérdida de carga lineal.
La presión necesaria a la salida del grupo de presión será: 
Siendo:
{\displaystyle h} = altura de edificio en metros (se multiplica por 10 para pasar a kPa)
{\displaystyle P_{c}}= Pérdida de presión en el tramo más desfavorable en kPa
{\displaystyle P_{r}} = Presión residual o de salida en el último grifo
El grupo de presión a instalar, deberá proporcionar el caudal máximo simultáneo o caudal punta de la red {\displaystyle Q_{s}}, con una presión de arranque igual {\displaystyle P_{s}}.
La presión de entrada deriva de la presión del agua de suministro o de la presión existente si el grupo de presión se alimenta a través de un tanque de ruptura. La presión de entrada puede ser positiva o negativa.  La presión de entrada negativa suele darse en casos en los que el grupo de presión debe alimentarse de depósitos situados por debajo del nivel de las bombas. Si la presión de entrada es demasiado pequeña, la NPSH hará que la presión existente en el interior de la bomba disminuya por debajo de la presión de vapor del líquido bombeado. Como consecuencia, en la bomba se produce el efecto denominado cavitación, provocando ruido y produciendo roturas.
Tanto si la presión de entrada es negativa como si es positiva, influirá en la colocación de la válvula de retención. En el caso de que la presión de entrada sea negativa, la válvula antirretorno debe colocarse antes de la bomba en el sentido de circulación, para que la bomba no quede vacía de agua en periodos de espera. Por el contrario, si la presión de entrada es positiva, la válvula debe colocarse aguas abajo de las bombas, asegurando que la presión máxima del grupo no se transmita a la red de suministro y que la presión de la columna de agua del edificio, no gravite sobre las bombas.
La presión de parada se obtendrá añadiendo de 100 a 300 kPa a la presión de arrancada, en función del tamaño de la instalación, desde viviendas unifamiliares a grandes edificios de viviendas o edificios públicos de gran consumo.
Si en algún momento, la presión necesaria por causa de la altura del edificio, pudiera dar origen en las plantas inferiores a presiones superiores a 500 kPa, se instalarán a la entrada de dichas plantas, válvulas limitadoras de presión.

### Depósito de presión

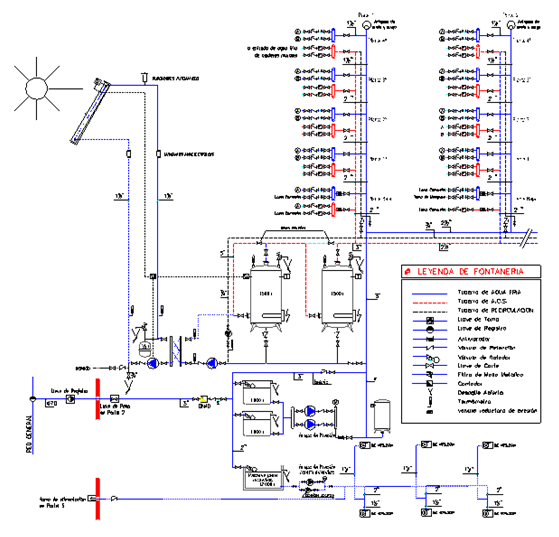
Esquema de principio distribución de agua fría y caliente solar con Grupo de presión

Los depósitos de presión o hidropresores pueden ser de dos tipos:
- Depósito hidroneumático con membrana: Estos acumuladores se llenan con una carga fija de aire.[14] Cuando la bomba funciona, entra agua en la vejiga situada en el interior del depósito,  provocando  una compresión del volumen inicial de aire cargado en el mismo y por consiguiente un aumento de la presión en su interior. La energía almacenada en el aire del acumulador hidroneumático impulsa al agua contenida en el interior de la vejiga hacia los puntos de consumo. A medida que esta se vacía, la presión del aire o nitrógeno disminuirá, alcanzado la presión mínima establecida, que será captada por el presostato, que restablecerá nuevamente la corriente de alimentación de agua desde el grupo de bombeo hacia el acumulador hidroneumático.

El cálculo de la capacidad del depósito, se hace mediante:
Siendo:
{\displaystyle Q_{s}} el caudal máximo simultáneo
{\displaystyle P_{s}} la presión de arranque del grupo
{\displaystyle \Delta p} el diferencial entre la presión de parada y la de arranque.
{\displaystyle n} el número máximo de arranques por hora.
{\displaystyle b} el número de bombas del grupo.
Si el depósito se va a instalar con un grupo provisto de variador de frecuencia, se puede dividir por 4 el tamaño obtenido con la fórmula anterior.
- Depósito de chapa de acero inoxidable o galvanizada sin membrana de separación entre el aire y el agua Estos depósitos van provistos de un inyector mediante el cual, durante el funcionamiento de la bomba se aprovecha la depresión producida a la entrada de la bomba para aspirar aire que se introduce en el depósito del inyector.  Cuando la bomba para, el depósito de presión tiene el nivel máximo de agua y el del inyector el máximo de aire. A medida que el consumo de agua aumenta, baja el nivel de agua en el depósito, lo que produce una depresión que aspira el aire del inyector hasta que se estabilizan las presiones entre aspiración e impulsión. Este funcionamiento repone el aire disuelto en el agua y garantiza la permanencia del colchón  de aire en el interior del depósito.

El tamaño necesario de depósito se puede calcular con la ley de Boyle-Mariotte, aunque se puede considerar un tamaño equivalente a entre 3 y 4 veces mayor que el obtenido para el de membrana

## Regulación y control

### Depósitos de ruptura
La configuración de la entrada al grupo de presión puede ser de tres formas
- Alimentación indirecta, mediante depósitos auxiliares de tipo atmosférico, es decir,  abiertos a la atmósfera, en cuyo caso deberán disponer de un  rebosadero,[20] un sistema de llenado mediante una electrovávula en la tubería de entrada,[21] mandada por interruptor de nivel que  la abre y la cierra entre dos niveles mínimo y máximo respectivamente. El tubo de llenado del depósito, debe quedar, al menos, 15 cm por encima del rebosadero.  También mediante interruptor de nivel, se cortará la corriente a las bombas, cuando el nivel del depósito baje del límite inferior y antes de que alcance  las cercanías del orificio de salida, con el fin de evitar que trabajen en seco, en caso de falta de agua en la red general.

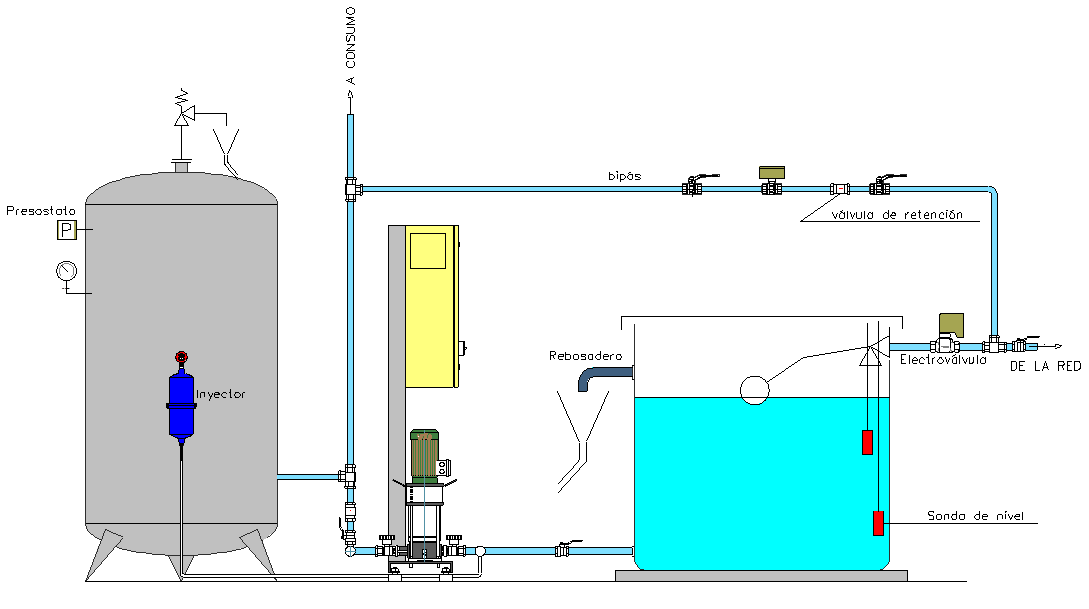
Grupo de presión con depósito de chapa de acero sin membrana

- Alimentación directa: Las bombas se alimentan directamente de la red de suministro  sin la intervención de depósitos auxiliares, lo cual obliga a instalar un dispositivo de protección contra el funcionamiento en seco, para evitar el gripado de las bombas. Normalmente se utiliza un detector de presión en la tubería de entrada.

Con este tipo de alimentación se reduce la potencia eléctrica demandada por el grupo de elevación, ya que la presión de aspiración de las bombas es la presión presente en la red y no la presión :atmosférica, que es de la que se dispone cuando existen depósitos de ruptura.
- Alimentación mediante depósitos de presión con membrana: Las bombas se alimentan desde uno o varios hidropresores situados en el lado de aspiración. Es una forma mixta con la que se consigue mantener la presión de la red a la entrada de las bombas. Exige también  la protección por falta de presión en la red general y las bombas deben controlarse mediante variador de frecuencia.

### Equipo convencional
En equipos convencionales la bomba se controla mediante presostato regulado entre las dos presiones calculadas.  Con dos o más bombas, la segunda bomba  y siguientes sólo arrancan cuando las anteriores son insuficientes para abastecer el caudal requerido. Éste es el funcionamiento en cascada.  Las bombas se mandan mediante presostatos regulados con un decalaje apropiado a las demandas de caudal de la instalación. El sistema de alternancia permite que todas las bombas que componen el equipo tengan un desgaste similar a lo largo del tiempo, cambiando el orden de prioridad entre todas ellas. 

### Equipos de caudal variable

#### Variador de velocidad - Variador de frecuencia
En los grupos con variador de velocidad por variación de frecuencia se proporciona una presión constante independientemente del caudal solicitado, mediante la regulación de velocidad de una de las bombas,  que hace de referencia. El resto de las bombas arrancan como auxiliares o dependientes a velocidad constante y en alternancia. Un transductor de presión alimentado por el variador detecta la presión existente en la tubería. El variador compara dicho valor de presión con el valor prefijado. Si la presión en la tubería es inferior a dicho valor, el variador arranca la bomba regulada con la velocidad necesaria para igualar la presión al valor programado. Los motores de velocidad controlada proporcionan una funcionalidad de control única, que aumenta la comodidad para el usuario y reduce los costes de funcionamiento.

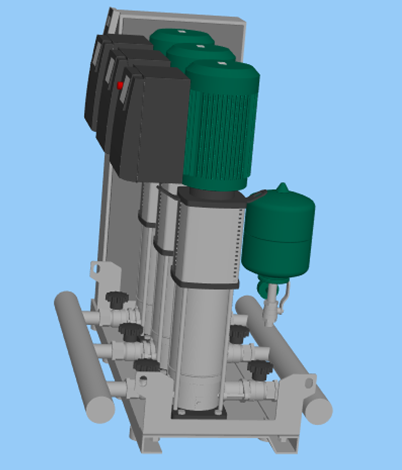
Grupo de presión con 3 bombas con variadores independientes

Hay todavía un mejoramiento de este tipo de control y es cuando se utilizan variadores de frecuencia para cada bomba, lo que permite una flexibilidad aún mayor y por tanto una optimización del ahorro de energía.

## Configuración del sistema
Los grupos de presión pueden instalarse con varias configuraciones:
- Grupos de presión directos: Sistema donde el grupo de presión está conectado directamente a la red de suministro de agua y la bombea a todo el edificio.

- Sistemas divididos en zonas. Un número de grupos se conectan a la red de suministro de agua o a un tanque de ruptura para bombear el agua, cada uno a su zona correspondiente.

- Sistemas con depósito en tejado. En este caso, un grupo de presión llena un tanque en el tejado y el agua cae por gravedad hasta el suministro de agua de cada usuario. Este sistema suele incorporar un grupo de presión que suministra agua a las plantas superiores cuando la presión es muy baja debido a altura geométrica insuficiente.[24] El sistema se utiliza cada vez menos debido a los problemas que generan los depósitos de intemperie, sobre todo; falta de higiene y riesgo de proliferación de la legionella, aunque estos problemas se pueden solventar con un buen aislamiento y un estricto programa de mantenimiento y limpieza.

- Grupos conectados en serie con depósitos de presión intermedios. Utilizada para alimentación de edificios de gran altura. En esta configuración, cada depósito de presión se encarga de suministrar a su zona, formada por los puntos de consumo que están a su altura o por encima de él. Los grupos se instalan en plantas sucesivas.

- Grupos conectados en serie sin depósitos de presión intermedios. Los grupos se conectan directamente en serie. Se pueden situar cisternas intermedias que alimenten a las plantas inferiores por gravedad.